# NGC 7015
NGC 7015 (również PGC 66076 lub UGC 11674) – galaktyka spiralna (Sbc), znajdująca się w gwiazdozbiorze Źrebięcia. Odkrył ją Édouard Jean-Marie Stephan 29 września 1878 roku.